# جولین سلستین
جولین سلستین (انگلیسی: Julien Célestine؛ زادهٔ ۲۴ ژوئیهٔ ۱۹۹۷) بازیکن فوتبال است.